# Angolagiraffe
De angolagiraffe (Giraffa giraffa angolensis synoniem: Giraffa camelopardalis angolensis) is een giraffenondersoort die voorkomt in Noord-Namibië, West-Zambia, Botswana en West-Zimbabwe.
Deze soort wordt vaak nog beschouwd als een ondersoort G. camelopardalis angolensis, ook door de IUCN. Volgens een studie uit 2016 waren er toen nog ruim 30.000. Het aantal van deze (onder-)soort verdubbelde tussen 2016 en de periode 1970-2000. De soort Giraffa camelopardalis (alle in Afrika voorkomende giraffen) neemt in aantal af en staat als kwetsbaar op de Rode Lijst van de IUCN. Met deze ondersoort gaat het echter goed in het wild, er zijn er ongeveer 25000 in het wild en de aantallen nemen toe. Daarom heeft de IUCN deze soort in de categorie niet bedreigd ingedeeld in 2018.
Van de angolagiraffe komen er ongeveer 20 dieren voor in gevangenschap, waaronder in Zoo Dortmund.